# Loreto Encinas de Avilés
Loreto Encinas de Avilés (Rosario de Tesopaco, 2 de mayo de 1810 - Guaymas, Sonora, 1889) es una heroína mexicana.

## Biografía
Nació en la localidad de Tesopaco, por entonces municipio de Álamos (actualmente Rosario de Tesopaco), y murió en Guaymas en 1889. Sus restos mortales descansan en el panteón municipal del puerto de Guaymas.
Es recordada por su participación en la batalla de Guaymas, al ser quien dio aviso del inicio de las hostilidades de los franceses, ya que al ser vecina del cuartel improvisado, informó de forma oportuna a las fuerzas del general José María Yáñez, con lo cual se evitó el factor sorpresa.
También tuvo destacada participación durante la guerra contra los Estados Unidos (1846-1848), donde un buque de su propiedad transportaba pertrechos de guerra a las vencidas tropas guaymenses, sosteniendo a su vez correspondencia con los generales mexicanos, informando la ubicación y movimientos de los invasores estadounidenses.
En 1865 en Sonora hubo un levantamiento armado, la señora Loreto tomó a tres de sus hijos que se encontraban en Guaymas y los llevó al cuartel de las fuerzas republicanas que se hallaban cerca del puerto. Los presentó al jefe de aquella sección, diciéndole que acababa de recibir la noticia del fusilamiento de uno de sus hijos, pero que ahí le entregaba aquellos tres únicos que estaban a su lado, que gustosa ponía al servicio de la República.
Fue madre del Teniente Coronel Lorenzo Encinas y Avilés, patriota defensor de la República contra los imperialistas y las tropas francesas.

## Su registro en la historia
No fue sino hasta la obra Heroína: drama histórico nacional de Aurelio Pérez Peña publicada en 1897, donde se le da mayor importancia a Loreto Encinas de Avilés y a Guadalupe Cubillas, por su actuar en la gesta Heroica del 13 de julio de 1854.
Su esposo Jesús Avilés. Sus 13 hijos: Lorenzo, Ezequiel, Leonardo, Alonso, Abato, Jesús, Pilar, Ricardo, Dolores, Magdalena, Loreto, Amalia, Jesús 2do.

## Legado
- Se nombraron escuelas primarias por todo el estado de Sonora en honor a la Heroína de Guaymas
- También se tiene un busto de honor de su imagen en el Panteón de Guaymas junto al busto del General Yáñez donde cada 13 de julio se le recuerda.

En la localidad de Tesopaco, Municipio de Rosario, Sonora, se encuentra la escuela primaria Loreto Encinas de Avilés y un busto en honor a tan honorable mujer.
- Se sabe que los descendientes que aún sobreviven de esta Heroína son la familia Echevarría[4]